# Mark Seagraves
Mark Seagraves (Bootle, 22 ottobre 1966) è un allenatore di calcio ed ex calciatore inglese, di ruolo difensore.

## Carriera

### Giocatore
Cresce nelle giovanili del Liverpool, con cui tra il 1983 ed il 1987 è anche aggregato alla prima squadra (ad eccezione di un breve periodo in prestito al Norwich City, con cui nel 1986 gioca 3 partite nella seconda divisione inglese all'inizio della stagione 1986-1987), senza di fatto mai giocare in partite di campionato con i Reds: disputa infatti solamente due partite ufficiali in quattro anni, ovvero una partita di FA Cup contro lo York City e la semifinale di andata di Coppa di Lega contro il QPR, entrambe nella stagione 1985-1986.
Nell'estate del 1987 viene ceduto per 100000 sterline al Manchester City, club di seconda divisione, con cui gioca 40 partite tra il 1986 ed il 1988, oltre a 2 ulteriori partite (le sue prime in carriera in prima divisione, a seguito della promozione ottenuta al termine della stagione 1987-1988) nelle prime settimane della stagione 1989-1990, nella quale passa a campionato in corso al Bolton, con cui nella stagione 1991-1992, al termine di un biennio trascorso giocando stabilmente da titolare, conquista una promozione dalla terza alla seconda divisione. Nel triennio successivo gioca in seconda divisione con il Bolton, mettendo a segno 6 reti in 85 partite di campionato; nella stagione 1994-1995 inoltre gioca (e perde) la finale di Coppa di Lega, proprio contro il Liverpool, sua ex squadra.
Nella stagione 1995-1996 conquista una nuova promozione dalla terza alla seconda divisione, questa volta con lo Swindon Town, con cui poi gioca per un biennio in seconda divisione per un totale di ulteriori 13 presenze in questa categoria.
Chiude la carriera nel 2000, all'età di 34 anni, dopo un biennio trascorso giocando a livello semiprofessionistico, prima nel Barrow e poi nel Runcorn.

### Allenatore
Dal 2006 al 2008 ha lavorato come vice del suo ex compagno di squadra Paul Jewell, prima al Wigan e poi al Derby County.

## Palmarès

### Giocatore

#### Competizioni nazionali
- Campionato inglese: 3

Liverpool: 1983-1984, 1985-1986, 1987-1988
- Coppa d'Inghilterra: 1

Liverpool: 1985-1986
- Coppa di Lega inglese: 1

Liverpool: 1983-1984